# Renata Arruda
Renata Souto Maior Arruda (João Pessoa, 23 de dezembro de 1967) é uma cantora, compositora e poetisa brasileira.

## Biografia

### Década de 1960
1967 - Nasce, em 23 de dezembro, na Maternidade Roberto Granville, em João Pessoa, Paraíba, Renata Souto Maior Arruda.

### Década de 1980
1984 - Começa a cantar no Coral Universitário da Paraíba.
1986 - Muda-se para Brasília.
"(...) todas as noites ia a todos os bares de lá, queria ver o que estava acontecendo em matéria de música."
Inicia a carreira profissional aos 19 anos, após participar de um show de Altamiro Carrilho e Elizeth Cardoso.
"(...) o Altamiro Carrilho era padrasto de um colega meu (...). Fiz uma feijoada em minha casa e pedi para esse meu colega que levasse o Altamiro até lá para me ouvir cantar. (...) depois do almoço peguei o violão, fechei os olhos e cantei tudo o que sabia até então. De Nunca, do Lupicínio, à Marina, do Caymmi, de Chico a Caetano. O Altamiro ficou estático, não movia um músculo. E eu, em pânico, sem saber se ele estava gostando ou detestando. Mas ele bateu palmas e disse que uma cantora precisa de quatro coisas: afinação, intimidade com as palavras, interpretação e equilíbrio, saber dosar a altura da voz: altíssimo e pianíssimo (dinâmica da música), exatamente isso, achava que eu não tinha, mas (...) com o tempo, com a prática, eu teria. E fez o diagnóstico: Pode entrar no estúdio que você está pronta. (...) Na hora da despedida me perguntou: Que tal você cantar com a gente hoje à noite? (...) naquela noite Altamiro Carrilho tocou dois números e, ao microfone, pediu licença ao destinto púbico para fazer um convite: Hoje à tarde tive o prazer de ouvir uma menina cantar e não queria que esse prazer fosse só meu. Eu procurava as minhas próprias pernas, tremia igual uma doida. Ora, mas era exatamente aquilo que eu queria. Pois eu tinha até entrado numa de ser Miss Paraíba, só porque ia ter um número artístico, eu ia cantar e alguém que me ouvisse poderia me ajudar. Pois tinha chegado a hora, não tinha? Então subi no palco, fechei os olhos mais uma vez e repeti o Nunca do Lupicínio."
A participação rende um elogio de Elizeth Cardoso:
"Quando acabei, a Elizeth Cardoso pegou o microfone e disse: Essa menina interpretou essa música como todas as cantoras deveriam cantar. Porque ela cantou com a voz, com o corpo e com a alma."
1989/1990 - Ganha o prêmio Cantora Revelação de Brasília.

### Década de 1990
1991 - Muda-se para o Rio de Janeiro.
"Em Brasília conheci Cássia Eller (...). Cássia e eu éramos quem dominava o cenário musical de Brasília. Éramos as duas mulheres que cantavam em Brasília. (...) E foi com a Cássia também que eu saí de Brasília e fui para o Rio de Janeiro."
Conhece o produtor musical Marco Mazzola.
"Fui apresentado a Tom Capone, guitarrista da banda que juntamente com Ricardo me ajudou muito nesse trabalho. Fizemos uma seleção de repertório e pedi ao Ney Matogrosso que desse uma dirigida na artista no palco. Montamos uma banda bem ensaiada com Ricardo Leão nos arranjos e teclados, Mac Willian na bateria, Mauro Moura no baixo e Tom Capone na guitarra. (...) Após os ensaios, fizemos quatro apresentações no Mistura Fina na Lagoa, no Rio (...). Eram diretores da TV Globo, radialistas, presidentes de gravadoras e artistas. O sucesso foi total. As gravadoras tentavam disputar a contratação de uma artista paraibana, bonita, envolvente e com muito carisma. Todos que assistiram à performance no palco saíam impressionados com sua energia, a voz rouca, que rasgava o ouvido da gente". 
1993 - Lança o álbum "Traficante de ilusões".
"O carro-chefe era a música Festa, na qual pedi ao rap americano Justin Worfield, da gravadora de Quincy Jones, para mandar umas palavras na contramão da música. Para faixa Declaração nacional, convidamos Greg Phillinganes, tecladista de Michael Jackson. Para a faixa Quero você, chamamos Jerry Hey, um dos maiores arranjadores americanos de sopro (...). Claude Nobs, diretor do Festival de Montreux, tocou harmônica na faixa Tem gente, durante uma passagem no Brasil. O disco ficou pronto (...), com uma capa maliciosa, exibindo parte da sensualidade da artista, recheado de belas canções, algumas ingênuas, outras bem-humoradas, como Só de sacanagem, A resposta é não e Copacabana Blues. (...) As rádios começaram a tocar o primeiro single, Festa. Marcamos novas apresentações no Mistura Fina, com a casa cheia todas as noites."
"Sangue latino", de João Ricardo e Paulinho Mendonça, é incluída na trilha sonora da novela "Fera ferida" (TV Globo), de Aguinaldo Silva, Ana Maria Moretzsohn e Ricardo Linhares, tema de Linda Inês (Giulia Gam).
Participa do álbum "Songbook Vinícius de Moraes - Volume 3" cantando "O que tinha de ser", de Tom Jobim e Vinícius de Moraes.
Grava "Modinha para Gabriela", de Dorival Caymmi, especialmente para o álbum "Songbook Dorival Caymmi - Volume 3".
1994 - "Só de sacanagem", de Pedrim Gomes, é incluída na trilha sonora da série "Confissões de Adolescentes" (TV Cultura), de Maria Mariana.
1996 - Lança "Renata Arruda", o segundo álbum, que emplaca nas paradas de sucesso quatro canções: "Porta do sol", de Flávio Eduardo "Fuba", "Templo", de Chico César, Tata Fernandes e Milton di Biasi, "Ninguém vai tirar você de mim", de Edson Ribeiro e Hélio Justo, e "Canudinho", de Mauricinho Araújo.
A faixa "Se você quiser", de Renata Arruda e Pedrinho Gomes, é incluída como bônus track na segunda tiragem do CD.
"Templo", de Chico César, Tata Fernandes e Milton Di Biasi, é incluída na trilha sonora da novela "Vira lata" (TV Globo), de Carlos Lombardi, tema de Renata (Carolina Dieckmann).
A canção "Canudinho", de Mauricinho Araújo, é escolhida para ser tema da campanha "Este é o sabor do seu Canudinho", do Guaraná Antarctica.
Participa da campanha "Rio 2004" cantando "Aquele abraço", de Gilberto Gil.
1997 - Canta "Como nossos pais", de Belchior, no especial global "Som Brasil: Tributo a Elis Regina", gravado no Metropolitan, Rio de Janeiro. A participação ganha destaque na impressa:
"Quando Renata Arruda subiu no palco do Metropolitan para cantar a faixa de Belchior - sucesso na voz de Elis Regina - Como nossos pais, ela sabia que tinha tarefa difícil pela frete. Afinal, Renata não era o nome mais conhecido da noite em que brilhavam as luzes de Nana Caymmi e Zélia Duncan. E interpretar uma faixa tão tipicamente associada à maior cantora brasileira - ao lado de Elizeth Carodoso - é sempre um desafio. Mais quem esteve lá - para ver a gravação do Som Brasil, da Rede Globo - garantiu que Renata, no seu estilo, arrebatou a plateia."
Em Julho faz o show de inauguração do teatro do Rio Othon Palace, em Copacabana, Rio de Janeiro. Em seguida apresenta o mesmo show, por duas noites, no Teatro da UFF, em Niterói, município do estado do Rio de Janeiro.
Participa do projeto "Novo Canto", que resulta na apresentação, em agosto, de três programas especiais na Radio JB FM, de 60 minutos cada, reunindo todos os artistas que participaram da primeira fase, no primeiro semestre.
"Preste atenção", de Renata Arruda e Mariana Richard, é gravada por Xuxa no álbum "Boas notícias".
1998 - Participa do álbum "Jackson do Pandeiro revisto e sampleado" cantando "Coco do norte", de Rosil Cavalcanti.
“Dança do sapinho”, de Renata Arruda e Mariana Richard, é gravada por Xuxa no álbum “Só falta você”.
1999 - Lança o terceiro CD, "Um do outro".
"É ouro pra mim", de Peninha, é incluída na trilha sonora da novela "Andando nas nuvens" (TV Globo), de Euclydes Marinho, tema de Gonçala (Susana Vieira).
Ney Matogrosso grava “Faço de tudo”, de Renata Arruda, Sandra de Sá e Paulinho Galvão, no álbum “Vivo”.
“Rap da Xuxa”, de Renata Arruda, é gravada por Xuxa no álbum “Xuxa 2000”.
Canta "Culpe-me" e "Obé" no álbum "Sinfonia de pardais - Uma homenagem a Herivelto Martins".
Grava "7 cantigas para voar", de Vital Farias, no álbum "Solar", de Elba Ramalho.
Em outubro participa do show "Solar", de Elba Ramalho, no Canecão, Rio de Janeiro. Em seguida participa do mesmo espetáculo apresentado no Palace, em São Paulo.

### Década de 2000
2000 - Grava "Frevo mulher", de Zé Ramalho, no álbum "O melhor do forró no maior São João do mundo".
“A borboleta”, de Renata Arruda, Mariana Richard e Chico Barbosa, é gravada por Xuxa no primeiro volume da coleção “Xuxa Só para baixinhos”.
Sandra de Sá grava “Nós”, de Renata Arruda e Sandra de Sá, e “Faço de tudo”, de Renata Arruda, Sandra de Sá e Paulinho Galvão, no álbum “Momentos que marcam demais”.
2002 - Realiza o show de abertura do 6º Festival de Filmes Brasileiros em Miami. 
As canções “Sexta-feira” e “Gostava de ir”, de Renata Arruda, Sandra de Sá e Zé Ricardo, são gravadas no álbum “Tempero”, de Zé Ricardo.
2003 - Lança o quarto CD, "Por elas e outras".
2004 - Regrava "Dublê de corpo", de Leoni e Lulu Martin, especialmente para a trilha sonora da novela "Metamorphoses" (Rede Record), de Arlete J. Gaudin, tema de Lia e Circe (Vanessa Lóes).
Participa do show da cantora Simone realizado no "14º Festival de Inverno de Garanhuns", em Pernambuco.
Ao lado de Marcos Brito, assina a trilha sonora instrumental da peça "Jung, sonhos de uma vida", de Eliana Zuckermann, baseada no livro "Memória, sonhos e reflexões", de Carl G. Jung.
2005 - Abre o show "Baiana da gema", da cantora Simone, realizado nos Coliseus de Lisboa e Porto, em Portugal.
No formato voz e violão, apresenta-se em Washington, Estados Unidos.
Acompanhada pelos violões de Walter Villaça e Zé Filho, faz uma retrospectiva de sua carreira no quinto CD, "Pegada", que dá origem ao primeiro DVD.
Zé Ricardo regrava as canções “Sexta-feira” e “Gostava de ir” no álbum “Zé Ricardo e convidados ao vivo”.
2006 - Apresenta o show "Pegada" em diversas cidades do Brasil.
2007 - Em julho, ao lado de Elba Ramalho, Ney Matogrosso e Os Cariocas, apresenta-se por três noites na Sala Baden Powell, Rio de Janeiro. Em dezembro, no mesmo espaço, participa do show de Altamiro Carrilho cantando "Nunca", de Lupicínio Rodrigues, e "Ouça", de Maysa.
Participa do programa "Mosaicos - A arte de Cássia Eller", da TV Cultura, cantando "Malandragem", de Cazuza e Roberto Frejat, "Coroné Antônio Bento", de Luis Wanderley e João do Vale, e "Nós", de Tião Carvalho.
Grava "O gosto do amor", de Gonzaguinha, no álbum "Somos", de Paulo Vinícius.
'2008 - Lança o sexto CD, "Deixa", que apresenta "14 composições próprias, escritas sozinha ou em parceria". A estreia do show homônimo ocorre em 03 de junho no Mistura Fina, em Ipanema, Rio de Janeiro.
2009 - O álbum "Deixa" é indicado ao "Prêmio da Música Brasileira" na categoria Melhor Cantora de Canção Popular.
Participa do projeto "Saudades Dolores Duran", realizado no Centro Cultural Light, Rio de Janeiro.

### Década de 2010
2011 - Em setembro, a convite de Ivo Meirelles, participa da quarta edição do Rock In Rio cantando "Ideologia", de Roberto Frejat e Cazuza.
Em novembro, com organização da atriz Susy Lopes, participa do evento "Café em Verso e Prosa", realizado no Empório Café, em Tambaú, João Pessoa.
2012 - Recebe no palco do Parque do Povo, em Campina Grande, PB, o troféu "Forró Fest" de Melhor Intérprete e Música.
2013 - É lançado em todas as plataformas digitais o sétimo CD, "Roda de samba".
2014 - Grava "Misterioso coração", de Renata Arruda, para a trilha sonora do filme "O resgate do pavão misterioso", de Silvio Toledo, baseado no cordel "Pavão Misterioso", de José Camelo de Melo Rezende.
Em parceria com o empresário Luciano Piquet e Deborah Piquet, participa do projeto "Empreenda desde cedo", que inclui livro, CD e DVD.
Comemora 20 anos de carreira lançando o primeiro CD e DVD ao vivo, "Marcas e sinais", gravado na Praia de Tambaú, em João Pessoa.
2015 - Divulga pelo Brasil os shows "Roda de samba" e "Marcas e sinais".
2016 - Em novembro, na Fundação Casa de José Américo, em João Pessoa, PB, lança o primeiro livro de poesia, "Nua", que inclui CD e DVD com participação de Cissa Guimarães, Eduardo Moscovis e Lúcia Veríssimo.
2017 - A convite de Gustavo Travasso, participa do bloco "Galo da madrugada", realizado em Recife, PE, que conta também com a participação da cantora Fafá de Belém.
Em março lança o livro "Nua" no "38º Pôr do Sol Literário", realizado no Jardim dos Academos da Academia Paraibana de Letras, em João Pessoa.
Em abril atua pela primeira vez em um espetáculo teatral. Ao lado do Grupo Cultural Altimar Pimentel, vive Maria, mãe de Jesus, na "Paixão de Cristo - A Renúncia", realizado na praça Getúlio Vargas, em Cabedelo, João Pessoa.
Em dezembro, na Praia de Tambaú, em João Pessoa, participa do show da cantora Simone cantando "O amanhã", de João Sérgio.
2018 - É lançado nas plataformas digitais o single "Saudade de Olinda", de Renata Arruda e Paola Torres.
Em dezembro participa da festa de réveillon no Busto de Tamandaré, em João Pessoa.
2019 - Em janeiro é divulgado no YouTube o vídeo da canção "Ideologia", de Roberto Frejat e Cazuza, o primeiro do projeto "Outra pegada".
Em março, no Peixe Boi Estúdio, em João Pessoa, grava o 9° CD, "Nordeste in natura", que apresenta 12 canções em parceria com Paola Torres. O projeto retrata os diversos ritmos nordestinos como ciranda, coco, maracatu e forró.
"Há 10 anos as músicas estavam guardadas, e agora aconteceu… nasceu Nordeste in natura. Conto com a participação mais que especial dos queridos amigos: Chico César, Elba Ramalho, Ney Matogrosso e também com as queridas Vó Mera, Meire Lima e Polyana Resende."

## Portfólio

### Álbuns de carreira
| Ano  | Álbum                 | Gravadora            | Formato | Produção/Direção musical |
| ---- | --------------------- | -------------------- | --- | ------------------------ |
| 1993 | Traficante de ilusões | WEA/MZA Music        | LP, K7 e CD* *com duas faixas bônus: "Quando eu estiver cantando" (Cazuza/João Rebouças) e "Na primeira manhã" (Alceu Valença) | Marco Mazzola            |
| 1996 | Renata Arruda         | Polygram/MZA Music   | CD* *segunda edição com uma faixa bônus: "Se você quiser" (Renata Arruda/Pedrinho Gomes)                                       | Marco Mazzola            |
| 1999 | Um do outro           | BMG                  | CD | Guto Graça Mello         |
| 2003 | Por elas e outras     | Sony Music           | CD | Robertinho de Recife     |
| 2005 | Pegada                | CID                  | CD | Renata Arruda            |
| 2008 | Deixa                 | Microservice         | CD | Robertinho de Recife     |
| 2013 | Roda de samba         | BMGV Music           | Digital | Belô Velloso             |
| 2014 | Marcas e sinais       | Coleção Canal Brasil | CD | Robertinho de Recife     |

### Singles
| Ano  | Faixa                         | Compositor                                    | Álbum                 | Gravadora                     | Formato | Participação especial |
| ---- | ----------------------------- | --------------------------------------------- | --------------------- | ----------------------------- | ------- | --------------------- |
| 1993 | Festa                         | Renata Arruda, Pedrim Gomes e Rick Magia      | Traficante de ilusões | Warner Music Brasil/MZA Music | CD      |                       |
| 1994 | Sangue latino                 | João Ricardo e Paulinho Mendonça              | Traficante de ilusões | Warner Music Brasil           | LP      |                       |
| 1996 | Templo                        | Chico César, Tata Fernandes e Milton Di Biasi | Renata Arruda         | Polygram/MZA Music            | CD      |                       |
| 1996 | Canudinho                     | Mauricinho Araújo                             | Renata Arruda         | Polygram/MZA Music            | CD      |                       |
| 1996 | Ninguém vai tirar você de mim | Edson Ribeiro e Hélio Justo                   | Renata Arruda         | Polygram/MZA Music            | CD      |                       |
| 1996 | Aquele abraço                 | Gilberto Gil                                  | Rio 2004              | Natasha Records               | CD      | Vários artistas       |
| 1999 | É ouro pra mim                | Peninha                                       | Um do outro           | BMG                           | CD      |                       |

### Coletâneas
| Ano  | Álbum           | Artista                                           | Gravadora | Formato |
| ---- | --------------- | ------------------------------------------------- | --------- | ------- |
| 1996 | Made in Paraíba | Elba Ramalho, Jackson do Pandeiro e Renata Arruda | Polygram  | CD      |
| 2008 | Vip Collection  |                                                   | MZA Music | CD      |

### Participações especiais
| Ano  | Música                | Compositor                                | Álbum                                                    | Artista        | Participação especial | Gravadora        | Formato |
| ---- | --------------------- | ----------------------------------------- | -------------------------------------------------------- | -------------- | --------------------- | ---------------- | ------- |
| 1993 | O que tinha de ser    | Antônio Carlos Jobim e Vinícius de Moraes | Songbook Vinícius de Moraes - volume 3                   |                | Joyce Collins         | Lumiar Discos    | K7 e CD |
| 1993 | Modinha para Gabriela | Dorival Caymmi                            | Songbook Vinícius de Moraes - volume 3                   |                | Marco Pereira         | Lumiar Discos    | K7 e CD |
| 1996 | Porta do sol          | Flávio Eduardo "Fuba"                     | Jovem Pan - Rádio hits - Dance remix nacional - volume 1 |                |                       | Polygram/Polydor | CD      |
| 1996 | Aquele abraço         | Gilberto Gil                              | Rio 2004                                                 |                | Vários artistas       | Som Livre        | K7 e CD |
| 1998 | Coco do Norte         | Rosil Cavalcanti                          | Jackson do Pandeiro revisto e sampleado                  |                |                       | BMG              | CD      |
| 1999 | Culpe-me              | Herivelto Martins                         | Sinfonia de pardais - Uma homenagem a Herivelto Martins  |                | Dominguinhos          | Som Livre        | CD      |
| 1999 | Obé                   | Herivelto Martins                         | Sinfonia de pardais - Uma homenagem a Herivelto Martins  |                | Vários artistas       | Som Livre        | CD      |
| 1999 | 7 cantigas para voar  | Vital Farias                              | Solar                                                    | Elba Ramalho   |                       | BMG              | CD      |
| 2000 | Frevo mulher          | Zé Ramalho                                | O melhor do forró no maior São João do mundo             |                |                       | BMG              | CD      |
| 2007 | O gosto do amor       | Gonzaguinha                               | Somos                                                    | Paulo Vinícius |                       | Independente     | CD      |

### Composições gravadas por outros artistas
| Ano  | Música           | Compositor                                     | Artista        | Álbum                           | Gravadora      | Formato       |
| ---- | ---------------- | ---------------------------------------------- | -------------- | ------------------------------- | -------------- | ------------- |
| 1997 | Preste atenção   | Renata Arruda e Mariana Richard                | Xuxa           | Boas notícias                   | Som Livre      | CD            |
| 1998 | Dança do Sapinho | Renata Arruda e Mariana Richard                | Xuxa           | Só Falta Você                   | Som Livre      | CD            |
| 1999 | Faço de tudo     | Sandra de Sá, Renata Arruda e Paulinho Galvão  | Ney Matogrosso | Vivo                            | Polygram       | CD e DVD      |
| 1999 | Rap da Xuxa      | Renata Arruda                                  | Xuxa           | Xuxa 2000                       | Som Livre      | CD            |
| 2000 | A borboleta      | Renata Arruda, Mariana Richard e Chico Barbosa | Xuxa           | Xuxa Só Para Baixinhos 1        | Som Livre      | CD, VHS e DVD |
| 2000 | Faço de tudo     | Sandra de Sá, Renata Arruda e Paulinho Galvão  | Sandra de Sá   | Momentos que marcam demais      | Warner Music   | CD            |
| 2000 | Nós              | Sandra de Sá e Renata Arruda                   | Sandra de Sá   | Momentos que marcam demais      | Warner Music   | CD            |
| 2002 | Sexta-feira      | Zé Ricardo, Sandra de Sá e Renata Arruda       | Zé Ricardo     | Tempero                         | Nega Produções | CD            |
| 2002 | Gostava de ir    | Zé Ricardo, Sandra de Sá e Renata Arruda       | Zé Ricardo     | Tempero                         | Nega Produções | CD            |
| 2005 | Sexta-feira      | Zé Ricardo, Sandra de Sá e Renata Arruda       | Zé Ricardo     | Zé Ricardo e convidados ao vivo | Indie Records  | CD e DVD      |
| 2005 | Gostava de ir    | Zé Ricardo, Sandra de Sá e Renata Arruda       | Zé Ricardo     | Zé Ricardo e convidados ao vivo | Indie Records  | CD e DVD      |
| 2006 | Preste atenção   | Renata Arruda e Mariana Richard                | Xuxa           | Era uma vez e clipes da Xuxa    | Globo Marcas   | DVD           |

### DVDs
| Ano  | Título          | Gravadora            | Produção/Direção musical |
| ---- | --------------- | -------------------- | ------------------------ |
| 2005 | Pegada          | CID                  | Renata Arruda            |
| 2014 | Marcas e sinais | Coleção Canal Brasil | Robertinho de Recife     |

### Videoclipes
| Ano  | Música                                        | Compositor                                    | Álbum                                     | Participação    |
| ---- | --------------------------------------------- | --------------------------------------------- | ----------------------------------------- | --------------- |
| 1993 | Quero você                                    | Renata Arruda e Pedrin Gomes                  | Traficante de Ilusões                     |                 |
| 1996 | Porta do sol                                  | Flávio Eduardo "Fuba"                         | Renata Arruda                             |                 |
| 1996 | Templo                                        | Chico César, Tata Fernandes e Milton Di Biasi | Renata Arruda                             |                 |
| 1996 | Aquele abraço                                 | Gilberto Gil                                  | Rio 2004                                  | Vários artistas |
| 2014 | Misterioso coração                            | Renata Arruda                                 |                                           |                 |
| 2014 | Pra se desenhar                               | Renata Arruda                                 | DVD Marcas e sinais - 20 anos de carreira |                 |
| 2014 | Faço de tudo                                  | Renata Arruda, Sandra de Sá e Paulinho Galvão | DVD Marcas e sinais - 20 anos de carreira |                 |
| 2014 | poesia: Desejo / música: Tudo seu cabe em mim | Renata Arruda / Renata Arruda e Dana Costa    | DVD Marcas e sinais - 20 anos de carreira |                 |

### Novelas
| Ano  | Música         | Compositor                                    | Álbum                 | Novela             | Autor                                                    | Emissora    |
| ---- | -------------- | --------------------------------------------- | --------------------- | ------------------ | -------------------------------------------------------- | ----------- |
| 1993 | Sangue latino  | João Ricardo e Paulinho Mendonça              | Traficante de ilusões | Fera Ferida        | Aguinaldo Silva, Ana Maria Moretzsohn e Ricardo Linhares | Rede Globo  |
| 1996 | Templo         | Chico César, Tata Fernandes e Milton Di Biasi | Renata Arruda         | Vira Lata          | Carlos Lombardi                                          | Rede Globo  |
| 1999 | É ouro pra mim | Peninha                                       | Um do outro           | Andando nas Nuvens | Euclydes Marinho                                         | Rede Globo  |
| 2004 | Dublê de corpo | Leoni e Lulu Martin                           |                       | Metamorphoses      | Arlete J. Gaudin                                         | Rede Record |

### Série
| Ano  | Música          | Compositor   | Álbum                 | Série                     | Autor                                                                        | Emissora                     |
| ---- | --------------- | ------------ | --------------------- | ------------------------- | ---------------------------------------------------------------------------- | ---------------------------- |
| 1994 | Só de sacanagem | Pedrim Gomes | Traficante de ilusões | Confissões de adolescente | Maria Mariana, baseada em sua peça teatral Adaptação para TV de Daniel Filho | TV Cultura/Rede Bandeirantes |

### Filme
| Ano  | Música             | Compositor    | Filme                         | Autor                                                                              |
| ---- | ------------------ | ------------- | ----------------------------- | ---------------------------------------------------------------------------------- |
| 2014 | Misterioso coração | Renata Arruda | O resgate do pavão misterioso | Silvio Toledo baseado no cordel "Pavão Misterioso", de José Camelo de Melo Rezende |

### Peça
| Ano  | Música                     | Compositor                   | Peça                       | Autor                                                                              |
| ---- | -------------------------- | ---------------------------- | -------------------------- | ---------------------------------------------------------------------------------- |
| 2004 | Trilha sonora Instrumental | Renata Arruda e Marcos Brito | "Jung, sonhos de uma vida" | Eliana Zuckermann baseada no livro "Memória, sonhos e reflexões", de Carl G. Jung. |

### Livro
| Ano  | Título | Produção                   |
| ---- | ------ | -------------------------- |
| 2016 | Nua    | Canela Produção Artísticas |